# 미친 척하고 성경 말씀대로 살아본 1년
《미친 척하고 성경 말씀대로 살아본 1년》(The Year of Living Biblically: One Man's Humble Quest to follow the Bible as Literally as Possible)는 잡지 에스콰이어의 편집자인 A. J. 제이콥스가 지은 책으로 2007년에 발매되었다.
이 책에는 제이콥스가 1년 동안 성경에서 알 수 있는 700여가지의 규율과 지침을 실제로 실천해보는 생활 이야기를 담고 있다.